# Luiz Garcia Jr.
Luiz Garcia Junior (ur. 4 maja 1971 w Brasílii) – brazylijski kierowca wyścigowy.

## Kariera

### Początki kariery
W 1991 roku wygrał brazylijską serię Formuła Ford 1600. W następnym sezonie wyjechał za granicę i rozpoczął starty w brytyjskiej Formule Vauxhall której został wicemistrzem w 1993 roku (tytuł mistrzowski zdobył wtedy Dario Franchitti). W latach 1994–1995 startował w brytyjskiej Formule 3, a w 1996 w tamtejszej Formule 2 zdobywając w niej tytuł wicemistrzowski. W 1997 roku wystartował w amerykańskiej serii Indy Lights. W drugim sezonie startów udało mu się odnieść jedno zwycięstwo (w Cleveland).

### CART
W 1999 roku zadebiutował w serii CART w zespole Dale Coyne Racing. W barwach zespołu wystartował w siedmiu wyścigach, następnie przeniósł się do zespołu Hogan Racing w którym wystartował w trzech wyścigach. Sezon zakończył na 34 miejscu bez zdobytych punktów. W sezonie 2000 zaliczył pełny sezon w barwach zespołu Arciero Project Racing Group. Nadal był kierowcą końca stawki ale w przeciągu sezonu udało mu się zdobyć kilka punktów (najlepsze miejsce to jedenaste na torze Michigan) i ostatecznie został sklasyfikowany na 27 miejscu. W 2001 roku powrócił do zespołu Dale Coyne Racing, jednak po dwóch wyścigach zespół z powodów finansowych zawiesił starty. Dla Garcii który również nie miał już wsparcia sponsorów sytuacja ta oznaczała koniec kariery w CART.
Po dłuższym okresie bez ścigania, powrócił na krótko w 2005 roku, kiedy to wystartował w brazylijskiej serii Stock Car Brasil.

## Starty w karierze
| Sezon | Seria               | Zespół                       | Starty | PP | Zwyc. | Punkty | Pozycja |
| ----- | ------------------- | ---------------------------- | ------ | -- | ----- | ------ | ------- |
| 1994  | Brytyjska Formuła 3 | Edenbridge Racing            | 17     | 0  | 0     | 34     | 11.     |
| 1995  | Brytyjska Formuła 3 | David Sears Racing           | 18     | 0  | 0     | 16     | 15.     |
| 1996  | Brytyjska Formuła 2 | Super Nova Racing            | 10     | 2  | 2     | 52     | 2.      |
| 1997  | Indy Lights         | Dorricott Racing             | 13     | 0  | 0     | 38     | 13.     |
| 1998  | Indy Lights         | Johansson Motorsports        | 2      | 0  | 0     | 60     | 12.     |
| 1998  | Indy Lights         | Brian Stewart Racing         | 11     | 1  | 1     | 60     | 12.     |
| 1999  | CART                | Payton/Coyne Racing          | 7      | 0  | 0     | 0      | 34.     |
| 1999  | CART                | Hogan Racing                 | 3      | 0  | 0     | 0      | 34.     |
| 2000  | CART                | Arciero Project Racing Group | 19     | 0  | 0     | 6      | 27.     |
| 2001  | CART                | Dale Coyne Racing            | 2      | 0  | 0     | 0      | 32.     |
| 2005  | Stock Car Brasil    | WB Motorsport                | 12     | 0  | 0     | 0      | -       |